# Auguste Cabias
Auguste Pierre Cabias est un homme politique français né le 1er octobre 1802 à Lyon (Rhône) et mort le 5 février 1875 à Lyon.
Avoué à Lyon, il est conseiller municipal et maire du IVe arrondissement (la Croix-Rousse) en 1849. Il est député du Rhône de 1852 à 1857, siégeant dans la majorité soutenant le Second Empire. Il est conseiller général en 1856.

## Sources
- « Auguste Cabias », dans Adolphe Robert et Gaston Cougny, Dictionnaire des parlementaires français, Edgar Bourloton, 1889-1891 [détail de l’édition]